# Eritrichium caucasicum
Eritrichium caucasicum là loài thực vật có hoa trong họ Mồ hôi. Loài này được (Albov) Grossh. mô tả khoa học đầu tiên năm 1949.